# Isingiro
Isingiro  este un oraș  în  Uganda. Este reședinta  districtului Isingiro.